# 博美镇
博美镇，是中华人民共和国广东省汕尾市陆丰市下辖的一个乡镇级行政单位。

## 行政区划
博美镇下辖以下地区：
博美社区、赤坑村、点石村、仙桥村、霞绕村、鳌峰村、花城村、图美村、博头村、溪乾村、蛟溪村和红下村。